# Commanderie de Barbonne
La commanderie de Barbonne est une commanderie hospitalière anciennement templière de Champagne-Ardenne qui se trouve sur la commune de Barbonne-Fayel dans le département de la Marne qui se voulait d'une importance pareille à celle de la ville de Sézanne.

## Histoire
En 1143, Hatton, évêque de Troyes, confirmait les donations de Rosselin, fils de Raoul de Sézanne. Elle se composait en premier d'une charrue de terre avec un pré, concédée par Thibaut II de Champagne. Elle était importante comme le prouvent les recettes le 4 juillet 1295 : « De préceptore Barbonne 176 livres in magnis fratrum » et le 3 juillet 1296 « De préceptore Barbone 280 livres tournois ».  Le domaine de Barbone comprenait une ferme fortifiée à un quart de lieue du village avec une chapelle (St-Jean) donnant 88 livres 7 sols en 1495, se trouvait rattachés le domaine de la forestière, la terre et la seigneurie de Baudement ainsi que la maison de Queudes. Mais ce qui montrait l'importance de la ville c'est le fait qu'il s'y trouvait un hôpital Saint-Jacques des Hauts-Pas ; une enceinte fortifiée autour de la ville.
Ils  y construisirent une église à laquelle les Hospitaliers ajoutèrent les chapelles latérales. Au XVIIIe siècle une nef fut ajoutée. Plusieurs tombes de chevaliers furent utilisées pour servir au dallage de la nef.
La commanderie se trouvait à l'emplacement de la mairie actuelle.

## Liens
- Liste des commanderies templières en Champagne-Ardenne
- Commanderie hospitalière